# Podișu, Iași
Podișu este un sat în comuna Bălțați din județul Iași, Moldova, România.